# Industriales (métro de Medellín)
Industriales est une station du métro de Medellín sur la ligne A, à Medellín en Colombie. 